# Ethio-jazz
El Ethio-jazz es una forma de jazz que se originó en Etiopía (que entonces incluía también a Eritrea) a finales de los años 1950 y se hizo sumamente popular en bares y hoteles de Addis Abeba de 1960 a finales de los años de 1970. El Ethio-jazz fue redescubierto en Occidente a finales de los años 1990 con la obra de Francis Falceto, que reeditó los álbumes de la colección Ethiopiques del sello francés Buda Musique.

## Historia
El Ethio-jazz nació a principios de los años 60 en los bares de Addis Abeba bajo las influencias del jazz (y sus escalas de doce tonos) y de la música tradicional etíope conocida como azmari (en escalas pentatónicas), la música latina, el soul/funk y la música pop angloamericana. La influencia del músico de origen armenio Nerses Nalbandian (1915-1977) también fue muy importante para el desarrollo de la música moderna etíope. Muchos grupos oficiales, entonces los únicos autorizados a tocar por el gobierno, como la Orquesta de la Guardia Imperial, la Orquesta de la Policía, la Banda Alèm-Girma o la Ras Hotel Band , desarrollaron esta música durante un período de 15 años con el apoyo de Philips Etiopía. Entre los mayores éxitos nacionales e internacionales del ethio-jazz se encuentra el álbum Erè Mèla Mèla de Mahmoud Ahmed  publicado en 1975.
Fuera de Etiopía, el resurgimiento del ethio-jazz está marcado por dos acontecimientos. A finales del decenio de 1990, el sello independiente francés Buda Musique, bajo el impulso de Francis Falceto,  reeditó las grandes voces del ethio-jazz con la colección "Éthiopiques", lo que permitió redescubrir en Occidente el groove  del Cuerno de África. El segundo está relacionado con el éxito en 2004 en los Estados Unidos y en el mundo de la película Flores rotas Jim Jarmusch, en la que el personaje secundario es un etíope fanático del ethio-jazz de la década de 1970 que ilustra la banda sonora de la película, incluido el éxito de Mulatu Astatke.
Este renacimiento se mantiene vivo gracias a algunos cantantes de este período que aún están activos, como Mahmoud Ahmed, y al renacimiento del estilo y los estándares del ethio-jazz por parte de nuevas formaciones americanas y europeas, como la Either/Orchestraa (Estados Unidos), Imperial Tiger Orchestra (Suiza), y en Francia, Le Tigre (des platanes) -que colabora desde 2007 con Eténèsh Wassié -, Akalé Wubé, uKanDanZ (con la cantante Asnaqé Guébréyès), Eth y Arat Kilo.
Principales músicos y cantantes
Mulatu Astatke es probablemente la figura más emblemática y conocida del ethio-jazz, junto con los saxofonistas Getatchew Mekurya y Tesfa-Maryam Kidane. Los cantantes y músicos populares más conocidos son Mahmoud Ahmed, Gigi Shibabaw, Teddy Afro, Tlahoun Gèssè, Aster Aweke, Hamelmal Abate, Tewodros Tadessé, Ephrem Tamiru, Tèshomè Meteku, Muluqèn Mèlèssè, Bizunesh Békélé, Tadessé Alemu, Alèmayèhu Eshèté, Girma Bèyènè, Neway Dèbèbé, Asnatqètch Wèrqu, y Ali Birra.

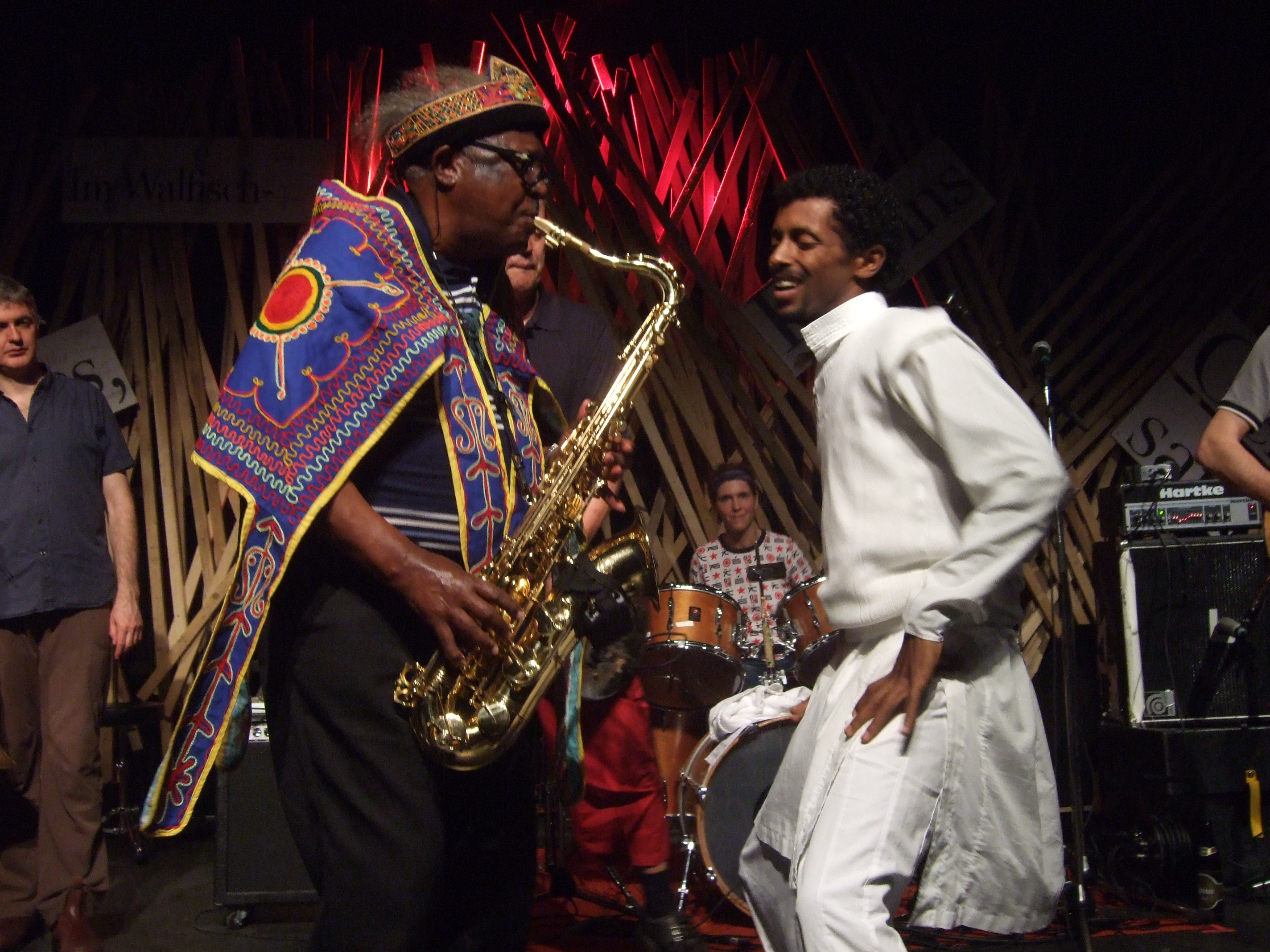
El saxofonista Getatchew Mekurya y el bailarín Melaku Belay en 2008.
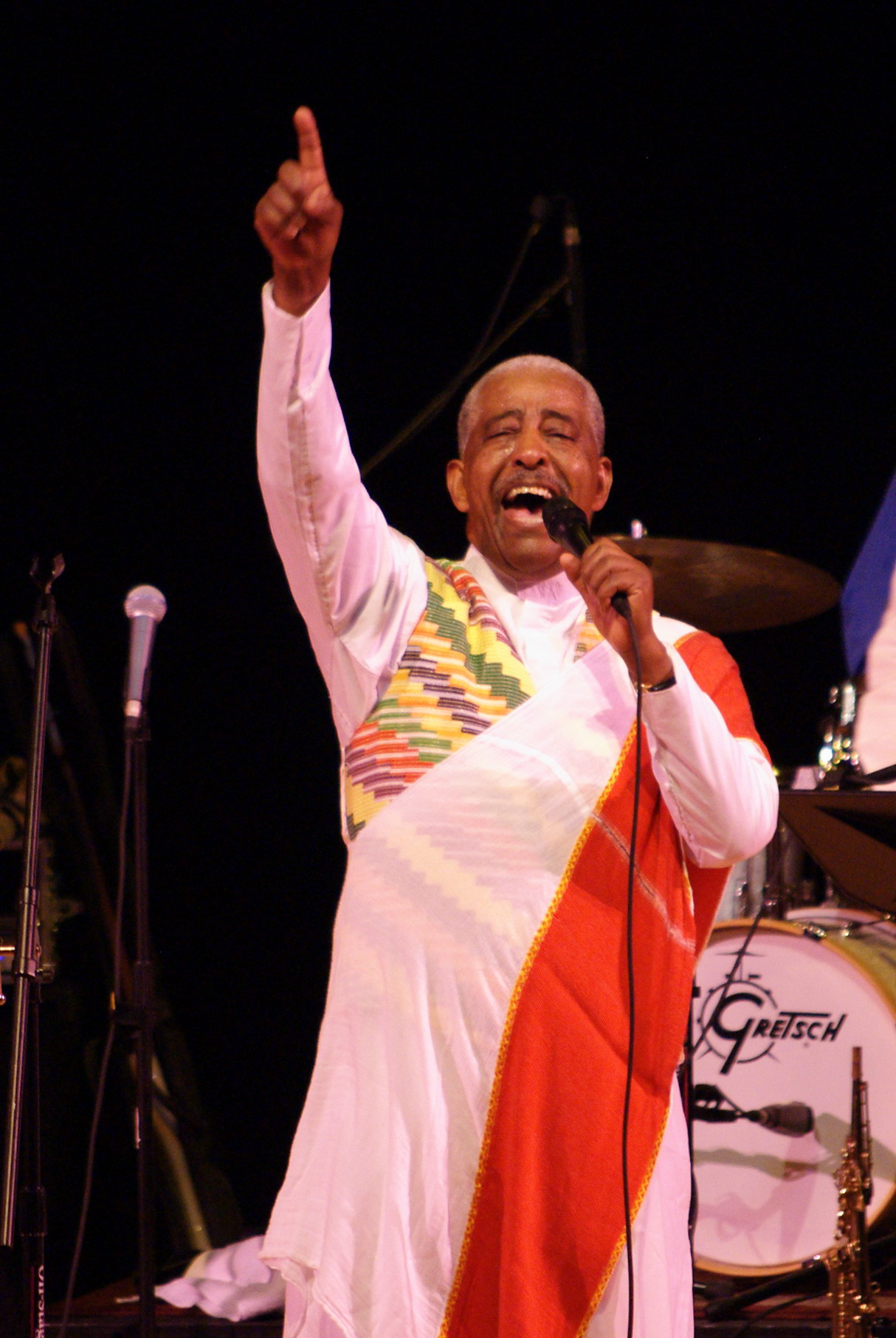
Mahmoud Ahmed en 2009.
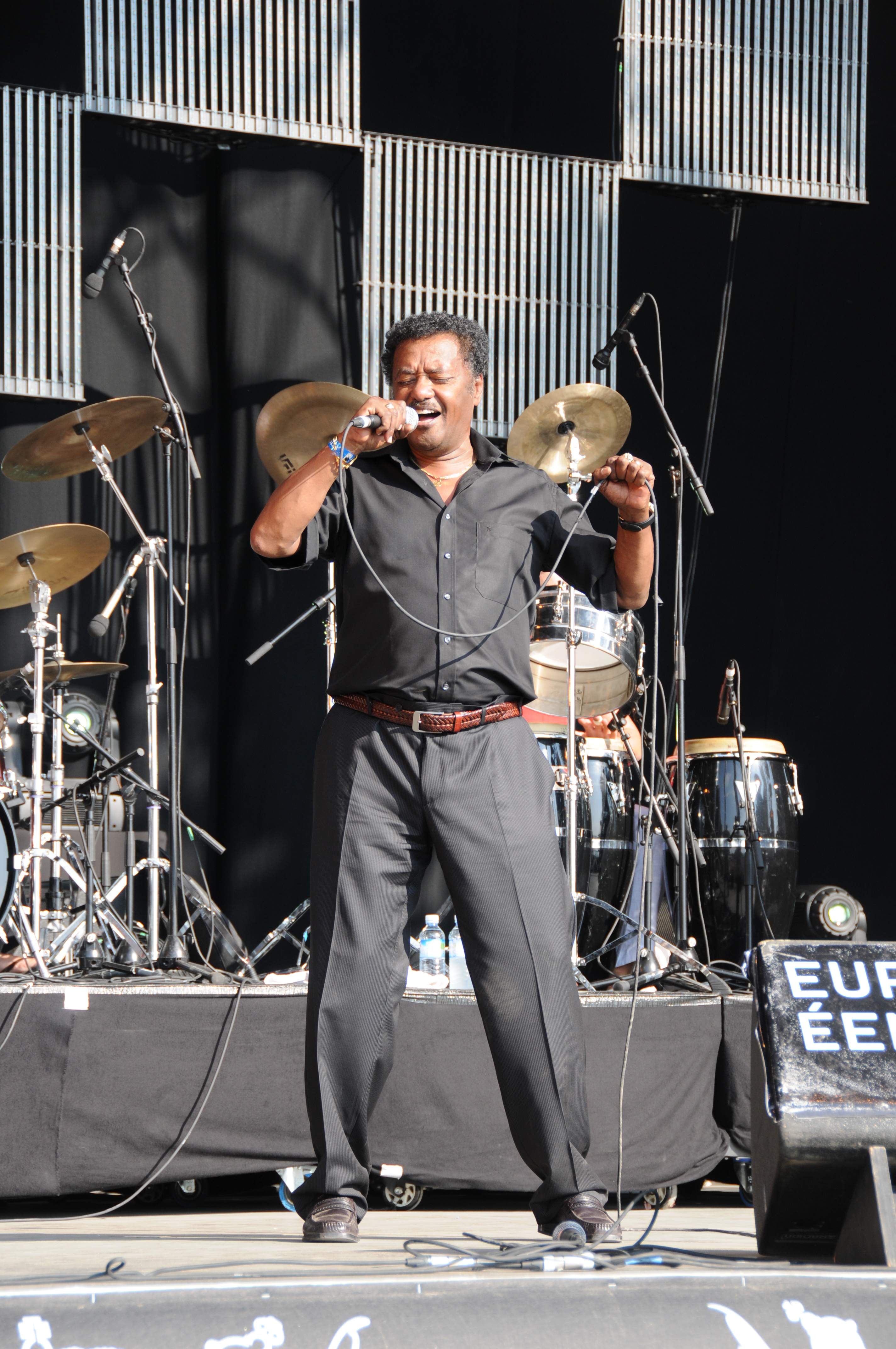
Alèmayèhu Eshèté en 2010.
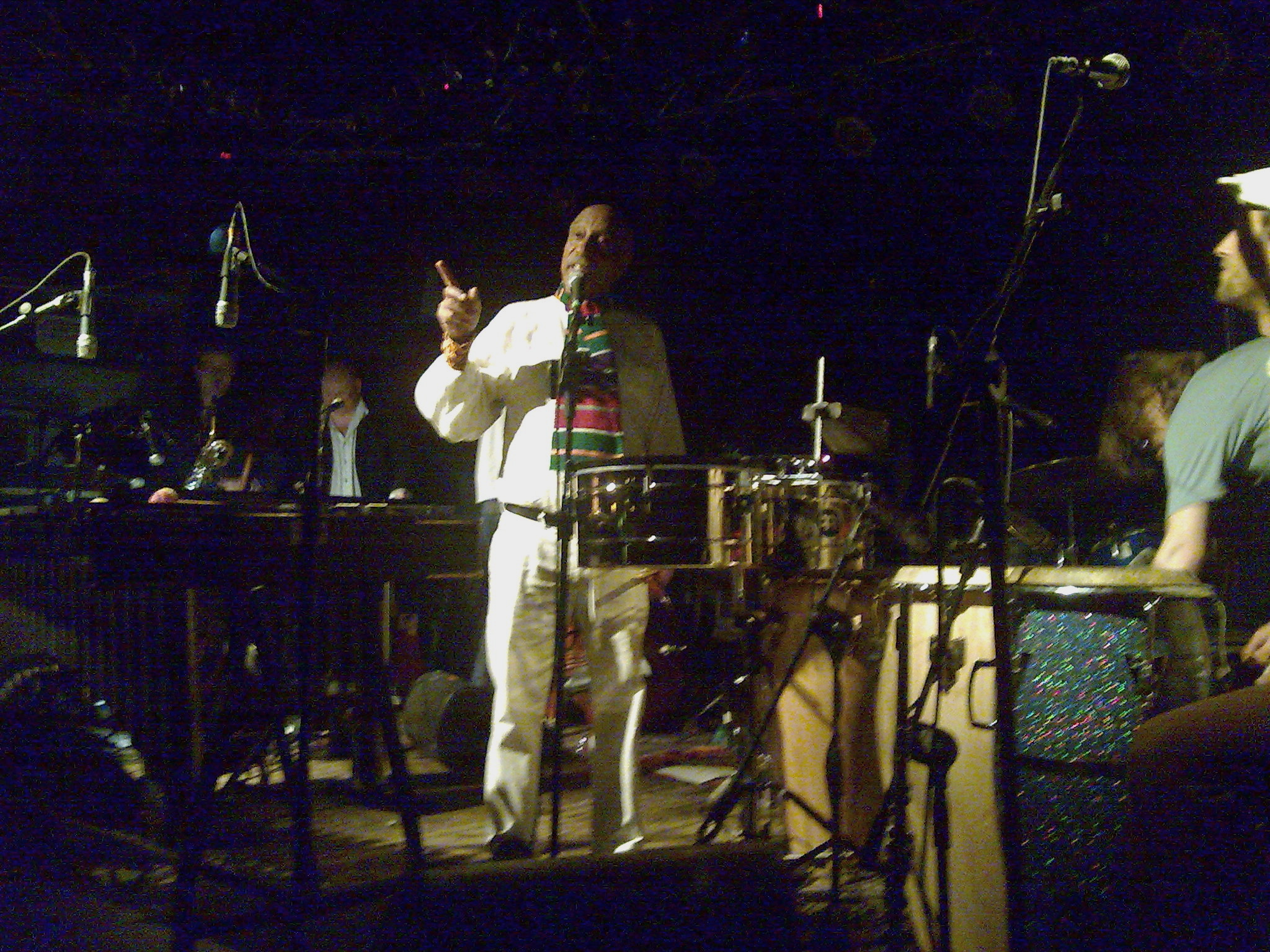
Mulatu Astatke en 2009.